# 질량비
질량비란 엔진 점화시에 로켓 질량과 연소 종료 시의 비 (점화시 로켓 질량:연소 종료 시 로켓 질량)이다. 비추력 계산 시 이 계산식이 필요하며, 이 방정식의 해가 클수록 로켓의 속도는 빨라진다.

## 공식
치올콥스키 로켓 방정식에서부터 이 계산식을 필요로 한다.
{\displaystyle \Delta v=v_{e}\ln {\frac {m_{0}}{m_{1}}}}
여기서 사용되는 변수는
- {\displaystyle m_{0}}은 가속할 때의 로켓의 질량
- {\displaystyle m_{1}}은 연료를 뺀 빈 로켓의 질량
- {\displaystyle v_{0}}는 로켓의 초기속력
- {\displaystyle v_{1}}은 로켓의 최종속력
- {\displaystyle v}는 로켓추진체의 분사속력이다.

이 방정식은 이렇게도 정립 가능한데
{\displaystyle {\frac {m_{0}}{m_{1}}}=e^{\Delta v/v_{e}}}
이것을 다시 정리하면
{\displaystyle M_{R}={\frac {m_{1}}{m_{0}}}}
라는 식이 된다. 이 방정식이 질량비이다. 보통 방정식의 해는 3.5~ 10 정도이며, 이때, 질량 분율은 1 미만이다.

## 같이 보기
- 추진제 질량비
- 유상 하중비